# Llibre d'aparellar de menjar
El Llibre d'aparellar de menjar és un extens llibre de cuina, escrit i compilat cap a mitjan segle XIV. Es tracta d'un llibre de cuina medieval, d'autoria anònima, del qual s'ha conservat en un únic manuscrit que es troba a la Biblioteca de Catalunya (ms. 2112).

## Contingut
La versió que ens n'ha arribat, essent incompleta, conté dues-centes setanta-nou receptes. Es tracta del llibre de cuina medieval català que recull el nombre més elevat de receptes (el Llibre de Sent Soví només en té setanta-dues, el Llibre de potatges, dues-centes vint, i el Llibre del Coch, dues-centes vint-i-nou).
En compondre l'obra, el seu anònim compilador va emprar materials procedents de diversos receptaris previs -un fet habitual aleshores-, entre els quals del Llibre de Sent Soví. El Llibre d'aparellar de menjar ha esdevingut una síntesi de la literatura gastronòmica medieval i en un element bàsic de la tradició culinària catalana.
Segons, Santanach, les receptes que conté mostren els gustos de les classes benestants catalanes de l'època de la baixa edat mitjana. Gràcies a aquest fet, el manuscrit ha pogut arribar als nostres dies, doncs, al tenir un cert valor material s'ha preservat i protegit millor que d'altres documents considerats de menys valor, i dels quals no se'n va tenir la mateixa cura.

## Datació
Pel que fa als llibres de cuina catalans, el Llibre d'aparellar de menjar és un dels més antics. Malgrat que la versió en que ens ha arribat, es va compondre quan el Llibre de Sent Soví ja existia -doncs, en la seva elaboració es va utilitzar una còpia d'aquest receptari-, el còdex del Llibre d'aparellar de menjar és anterior a altres manuscrits de cuina conservats. Aquest, va ser copiat vers el tercer quart del segle xiv, mentre que l'única còpia del Sent Soví que es conserva va ser escrita a la primera meitat del segle xv, prop d'un segle més tard que l'obra hagués estat escrita. El compilador del Llibre d'aparellar, per tant, va partir d'una còpia anterior, perduda, del Sent Sovi. El manuscrit del Llibre de potatges encara és més posterior, de mitjan segle xv.

## Altres llibres de cuina catalana medievals
Pel que fa a l'àmbit català, entre els llibres de cuina medievals, destaquen a més del LLibre d'aparellar de menjar, el Llibre de Sent Soví (1324), el Llibre del coc de la Canonja de Tarragona i, durant el segle xv, el Llibre de totes maneres de potatges de menjar, el Llibre de totes maneres de confits, dedicat a les postres, i el Llibre del Coch, del Mestre Robert de Nola, text que esdevé imprès en català cap al 1520.

## Edició actual
Des de la Col·lecció Set Portes de Receptaris Històrics de Cuina Catalana, impulsada per l'Editorial Barcino (segell editorial de la Fundació Carulla) i el Restaurant 7 Portes, sota la direcció d'un comitè científic, format per Francesc Solé Parellada, Antoni Riera, Jesús Contreras, Joan Santanach, José María Cela i Toni Massanés, s'ha portat a terme l'edició del Llibre d'aparellar de menjar, fins ara inaccessible al gran públic.